# Помпея (съпруга на Юлий Цезар)
Вижте пояснителната страница за други личности с името Помпея.
Помпея (на латински: Pompeia, Pompeia Sulla) е римска матрона, живяла през 1 век пр.н.е. Тя е втората съпруга на Юлий Цезар.

## Произход
Помпея произлиза от плебейския род на Помпеите. Дъщеря е на Квинт Помпей, син на Квинт Помпей Руф (консул през 88 пр.н.е. съвместно с Луций Корнелий Сула) и Корнелия Сула, най-възрастната дъщеря на Сула.

## Брак с Цезар
Цезар се жени за Помпея през 68 пр.н.е., след като предната година при раждане умира неговата първа жена Корнелия Цина. За Помпея това също е втори брак. Преди това тя три години е омъжена за Гай Сервилий Вация, племенник на Публий Сервилий Ватий Исаврик, консул през 78 пр.н.е. Гай Сервилий е назначен за суфектконсул, но внезапно умира и не успява да встъпи в длъжност, оставяйки Помпея вдовица.
Бракът с внучката на Сула може би изглежда странен, още повече на фона на гоненията, от който Цезар е пострадал, но този брак е необходим на Цезар, тъй като по бащина линия Помпея е родственица на Помпей Велики. Този брак скрепява отношенията на Цезар и Помпей. Инициатор за брака е майката на Цезар, Аврелия Кота.
Те се женят, когато Помпея е на около 22 години. По косвени източници може да се съди, че Помпея е била красавица. Според описанията е средна на ръст, имала е хубава фигура, правилен овал на лицето, тъмно рижи коси, ярко зелени очи. И двамата не изпитват никакви чувства един към друг. Цезар счита, че „обича парите, ленива е и монументално глупава“. Отношенията между съпрузите могат косвено да се потвърдят от отсъствието на деца за 6 години брак.

## Скандал и развод
През 62 пр.н.е. Аврелия Кота разобличава Публий Клодий Пулхер, който преоблечен като жена е отишъл на тайнствата на Добрата Богиня, които се провеждат в дома на Цезар. Документални данни за това има в „Жизнеописанието на Цицерон“ Леонардо Бруни Аретино. Истинската причина за това поведение на Публий Клодий е неговия интерес към Помпея. Цезар, по това време заемащ поста велик понтифик, след този инцидент незабавно се развежда с жена си, въпреки че допуска, че тя може да е невинна – „Жената на Цезар е длъжна да бъде вън от подозрения“.
Скоро след развода Помпея се омъжва за клиента и съратник на Цезар Публий Вациний, консул през 47 пр.н.е., който е загубил първата си жена. По-нататъшната съдба на Помпея е неизвестна.